# Ян Чуаньтан
Ян Чуаньта́н (кит. упр. 杨传堂, пиньинь Yáng Chuántáng род. в мае 1954, пров. Шаньдун) - китайский политик, член ЦК КПК (с 2007 года, кандидат с 2002 года), в 2012-2016 гг. министр транспорта КНР. Глава Тибетского парткома КПК (2004—2005), губернатор пров. Цинхай (2003—2006).
Член КПК с июня 1976 года, член ЦК КПК 167-й Пленум, 17, 18 созывов (кандидат 16 созыва).

## Биография
По национальности ханец.
Окончил китайский факультет Шаньдунского педагогического университета, где обучался в 1981-83 гг. по специальности «Китайская литература» (бакалавр искусств).
В 1972—1975 гг. служил в НОАК в пров. Шаньдун.
В 1975 году работник фермы.
В 1975-78 годах рабочий, комсомольский и партийный работник на Шаньдунской фабрике удобрений № 2.
С перерывом на учёбу в 1981-83 гг. в 1978—1984 гг. на руководящей работе в Отделе производства этилена Шаньдунской нефтехимической корпорации. С 1984 года на комсомольской работе в Шаньдунской нефтехимической корпорации и затем с того же года там же на партийной работе — замглавы парткома до 1985 года, в 1985-87 гг. вновь в Отделе производства этилена — главой парткома.
С 1987 года замглавы, и затем с того же года глава Шаньдунского провинциального комитета комсомола, по 1992 год. В 1988 году прошёл обучение в ЦПШ при ЦК КПК.
В 1992-93 гг. замглавы парткома округа Дэчжоу.
В 1993 году прошёл обучающий курс экономического управления в Шаньдунской провинциальной партшколе.
В 1993-95 годах обучался экономике и управлению в Шаньдунском отделении ЦПШ при ЦК КПК.
С конца 1993 года по 2003 год на работе в Тибетском автономном районе.
В 1993—2002 годах вице-председатель Тибетского автономного района, в 1994—2003 гг. замглавы парткома Тибетского автономного района.
В 1996—1998 гг. обучался в Китайской АОН, где окончил Высшую школу рыночной экономики.
В 2003—2004 гг. губернатор пров. Цинхай.
С дек. 2004 г. по май 2006 г. гг. глава парткома и председатель Тибетского автономного района. (С ноября 2005 года обязанности главы парткома исполнял Чжан Цинли, что было вызвано проблемами со здоровьем у Ян Чуаньтана.)
С 2005 года в Пекине.
В 2006—2011 гг. парторг и зампред Государственного комитета КНР по делам национальностей.
Избран членом ЦК КПК (из кандидатов) на 7-м Пленуме ЦК КПК 16-го созыва в октябре 2007 года.
Утверждается, что в 2008 году на 11-м Национальном Народном съезде его кандидатура предназначалась на пост главы Государственного комитета по делам национальностей, однако в последний момент китайское руководство решило изменить это назначение, посчитав политически нецелесообразным занятие данной позиции ханьцем, и эту должность занял тогда монгол Ян Цзин.
С августа 2001 года по июль 2012 года предправления и парторг Всекитайского союза снабженческо-сбытовых кооперативов (ВСССК) (сменил Ли Чэнъюя).
С июля 2012 года парторг министерства и с 31 августа — министр транспорта КНР.
Считается принадлежащим к комсомольской группировке в КПК (см. Туаньпай), близким к экс-генсеку КПК Ху Цзиньтао.